# Kameruns damlandslag i handboll
Kameruns damlandslag i handboll representerar Kamerun i handboll på damsidan. Laget gjorde sin första VM-turnering i december 2005 och slutade på 22:a plats. När Kamerun vann brons vid Afrikanska mästerskapet i handboll 2016 kvalificerade de sig också för VM 2017, lagets andra VM-turneringen någonsin.